# ALL BROSE
『ALL BROSE』（オールブローズ）は、Aldiousのミニアルバム。2018年11月21日発売。

## 概要
- 前作『We Are』から約1年ぶりとなるミニ・アルバム。プロデュースは、Aldiousと小林信一（地獄カルテット）による共同プロデュース[3]。メンバー全員で選曲会を開き、各自が持ち寄ったデモから厳選した4曲が収録されている[4]。
- アルバムタイトルに使われている『BROSE』は、『Blue Rose』（青い薔薇）を略したRe:NOによる造語で、青い薔薇の花言葉が『不可能を可能にする』ということから、収録曲「All of You」の「All」を組み合わせて、『みんなが不可能を可能にできたら』という意味合いを込めて『ALL BROSE』と名付けられた[4][3]。
- CD+DVDの『限定盤』（ALDI-022）、CDのみの『通常盤』（ALDI-021）の2種類で発売されており、それぞれジャケット写真が異なる仕様となっている[5]。
- Re:NO（ボーカル）は、2018年12月に脱退したため[6]、結果として本作がRe:NOが参加した最後のアルバム作品となった。

## 収録内容
全編曲：小林信一、Aldious
| #         | タイトル         | 作詞      | 作曲      | 時間  |
| --------- | ---------------- | --------- | --------- | ----- |
| 1.        | 「Monster」      | Re:NO     | Yoshi     | 3:49  |
| 2.        | 「BLOWS」        | Re:NO     | トキ      | 4:35  |
| 3.        | 「モノクローム」 | サワ      | サワ      | 4:53  |
| 4.        | 「All of You」   | Re:NO     | Re:NO     | 5:22  |
| 合計時間: | 合計時間:        | 合計時間: | 合計時間: | 18:39 |

| #         | タイトル                         | 作詞 | 作曲・編曲 |
| --------- | -------------------------------- | ---- | ---------- |
| 1.        | 「Monster (Music Video)」        |      |            |
| 2.        | 「Lose Control (Music Video)」   |      |            |
| 3.        | 「The Making of "Lose Control"」 |      |            |
| 合計時間: | 合計時間:                        | 0:00 |            |